# Thylacorhynchus pyriferus
Thylacorhynchus pyriferus är en plattmaskart som beskrevs av Tor Karling 1949. Thylacorhynchus pyriferus ingår i släktet Thylacorhynchus, och familjen Schizorhynchidae. Arten är reproducerande i Sverige.